# Casalbuttano ed Uniti
Casalbuttano ed Uniti (lombardul: Casalbütàn) település Olaszországban, Lombardia régióban, Cremona megyében. Lakosainak száma 3606 fő (2023. január 1.). Casalbuttano ed Uniti Bordolano, Castelverde, Castelvisconti, Corte de’ Cortesi con Cignone, Olmeneta, Paderno Ponchielli, Casalmorano és Pozzaglio ed Uniti községekkel határos.

## Népesség
A település népességének változása:
| Lakosok száma | 3984 | 3907 | 3892 | 3606 |
|               | 2013 | 2017 | 2018 | 2023 |